# Svjetsko prvenstvo u vaterpolu 2001.
Svjetsko prvenstvo u vaterpolu 2001. deveto je izdanje tog natjecanja. Održavalo se u Fukuoki u Japanu od 19. do 29. srpnja. Španjolska je obranila naslov.

## Konačni poredak
| Mj. | Država         |
| --- | -------------- |
| 1.  | Španjolska     |
| 2.  | SR Jugoslavija |
| 3.  | Rusija         |
| 4.  | Italija        |
| 5.  | Mađarska       |
| 6.  | Grčka          |
| 7.  | SAD            |
| 8.  | Hrvatska       |
| 9.  | Nizozemska     |
| 10. | Australija     |
| 11. | Slovačka       |
| 12. | Kazahstan      |
| 13. | Brazil         |
| 14. | Njemačka       |
| 15. | Kanada         |
| 16. | Japan          |

| Pobjednici              |
| ----------------------- |
| Španjolska Drugi naslov |